# Hidan no Aria
Hidan no Aria (緋弾のアリア lit. Aria, la bala escarlata?) es una novela ligera japonesa escrita por Chūgaku Akamatsu e ilustrada por Kobuichi. Hasta junio de 2025, 43 volúmenes han sido publicados por Media Factory en su revista MF Bunko J. Una adaptación a manga realizada por Yoshino Koyoka comenzó a serializarse en la revista manga seinen Gekkan Comic Alive el 26 de septiembre de 2009. Una adaptación a serie de anime fue anunciada y comenzó a emtirse el 14 de abril de 2011. Un manga Spin-off titulado Hidan no Aria AA realizado por Shogako Tachibana comenzó a publicarse en la editorial Square Enix en su revista Young Gangan el 5 de noviembre de 2010. Una adaptación a anime comenzó a emitirse el 6 de octubre de 2015.

## Argumento
La academia superior Tokio Butei es una escuela especializada en entrenar en armas a detectives armados conocidos como "Butei". Kinji Tohyama es un estudiante de secundaria que tiene una habilidad especial, pero la mantiene en secreto para poder vivir una vida tranquila y ordinaria. Sin embargo, se ve atrapado en una explosión de camino a la escuela y es allí donde conoce a Aria H. Kanzaki, la estudiante de Rango S más hábil en el curso de estudios de asalto de la academia.

## Personajes

### Personajes Hidan no Aria
Kinji Tohyama (遠山 キンジ Tohyama Kinji?)
 Seiyū: Junji Majima; Enzo Fortuny (Hispanoamérica)
Kinji es un estudiante de secundaria de la escuela Butei. Él obtuvo rango S al ingresar a la escuela Butei, pero debido a su ausencia en los exámenes finales del tercer trimestre, descendió a rango E. Sin embargo, bajo ciertas "condiciones" entra en un estado conocido como "Hysteria Mode" en el que sus capacidades físicas y mentales aumentan a alrededor de treinta veces su estado normal, lo que le permite realizar acciones con una fuerza casi sobrehumana y la vez su habilidad en precisión de disparo es sorprendente, hasta el punto de disparar exactamente a la boca del cañón del arma del enemigo o derribar balas enemigas en el aire. También puede utilizar su cuchillo a velocidades supersónicas. El modo Hysteria es un rasgo genético que todos los miembros de la familia Tohyama poseen, y se dice que es una versión muy evolucionada del instinto natural de los hombres a proteger a las mujeres. Como tal, cuando Kinji entra al estado Hysteria, sus principales debilidades se activan, como la de no poder dañar a las mujeres directamente, a pesar de que todavía es capaz de luchar y contenerlas, sin lastimarlas. Además de esto, el Hysteria Mode también causa que Kinji adopte a desarrollar una actitud suave y seductora hacia las mujeres, lo que lo hace muy atractivo para ellas. Actualmente se encuentra inscrito en el departamento de Inquesta.
Después de la muerte de su hermano, planea dejar Butei y vivir una vida normal mediante la transferencia a una escuela de secundaria normal. Sus armas preferidas son Beretta M92F (que fue modificada ilegalmente para disparar una ráfaga de tres balas. Se refiere a su propia pistola Beretta como "Kinji Model"), y un cuchillo butterfly (mariposa). Posteriormente agregaría una Desert Eagle (para utilizarla principalmente en su "Hysteria Berserk" o "Hysteria Mode"), además agrega una scramasax llamada "Ragnarok", que obtiene después de vencer a Sherlock Holmes en la IU.
Aria H Kanzaki (神崎・H・アリア Kanzaki H Aria?)
 Seiyū: Rie Kugimiya; Susana Moreno (Hispanoamérica)
Una estudiante transferida a la escuela secundaria Butei. Pertenece al departamento de "Asalto" y es del rango S (el rango más alto). Es llamada Aria en una referencia a su costumbre de trabajar sola y su negativa a aceptar compañeros contradiciendo la política del colegio, sin embargo desea contratar a Kinji ya que reconoce su potencial. Puede llevar dos armas de fuego o dos espadas al mismo tiempo, ganando el título de "Quadra". Sus armas preferidas son la M1911 (también conocida como el Colt Government) para armas de fuego, y dos espadas japonesas conocidas como Kodachi. Además del buen manejo de las armas, Aria es experta en el estilo Vale tudo.
Tras detener un atentado del Asesino Butei contra sus compañeros, la rozaría una bala que le dejaría una cicatriz en la frente que intenta disimular con su flequillo y por la que Kinji se siente responsable, siendo uno de los motivos para aceptar ser su compañero. Es una de las personas más interesadas en conocer el funcionamiento del Hysteria Mode ya que lo cree un trauma que debe ser curado, pero Kinji protege el secreto especialmente de ella, con el tiempo ella es el estímulo que más efectivamente lo activa ya que él comienza a sentirse atraído por ella, irónicamente esta obvia pista siempre se le ha escapado a Aria.
Sin embargo, Aria se enamora de Kinji progresivamente, pero adoptando una personalidad Tsundere. Como dato de color, Rie Kugumiya, su seiyuu, es conocida por darle voz a este tipo de personajes, en especial Louise La Valiére de Zero no Tsukaima y Taiga Aisaka, de Toradora!, las cuales son muy similares en apariencia y personalidad a Aria.
Aria tiene un complejo con su apariencia similar a la de una niña, debido a que a los 13 años recibió una bala conocida como Hidan, la cual se aloja en su cuerpo. Esta bala provoca que su metabolismo se haya estancado en esa edad, ralentizando extremadamente su envejecimiento.
Es la bisnieta de Sherlock Holmes, siendo su nombre completo Aria Holmes Kanzaki, la cuarta Holmes. Pero a pesar de esto, no heredo completamente el genio deductivo del conocido detective.
Shirayuki Hotogi (星伽 白雪 Hotogi Shirayuki?)
 Seiyū: Mikako Takahashi; Annie Rojas (Hispanoamérica)
Estudiante de la escuela secundaria Butei, es la amiga de la infancia de Kinji. Está inscrita en el departamento especial Butei al que se le conoce como SSR debido a que ella posee habilidades Chounouryouku, que son sobrenaturales. Su Rango es el Nivel A. Ella es la presidenta del consejo estudiantil actual. También es presidenta de varios clubes como el de jardinería, artesanía y el de voleibol. Es una perfecta belleza japonesa de acuerdo a Kinji, a excepción de un defecto. Por alguna razón, ella se convierte en un Berserker y por lo general agrede a las chicas que se acercan a Kinji. Usa una espada japonesa llamada Irokane Ayame. Pertenece a las sacerdotisas del templo Hotogi al igual que sus hermanas, siendo ella la mayor. Su manejo de la Irokane Ayame, y su habilidad Chounouryouku de Piroquinesis le han dado la condición de la Joya de la Academia Butei
Riko Mine (峰 理子 Mine Riko?)
 Seiyū: Mariya Ise; Elizabeth Infante (Hispanoamérica)
Una estudiante de la escuela secundaria Butei y amiga de Kinji. Ella también se inscribió en el departamento de Inquesta. Aunque se le conoce como la más idiota en la clase, parece retener una gran cantidad de información, incluyendo datos sobre los estudiantes de la escuela secundaria Butei. Ella parece tener una fuerte fascinación a personalizar su uniforme al estilo Loli. Sus armas preferidas son el Double Walther P99 For Hangus y los puñales doble cuerpo a cuerpo. Al igual que Aria, también se ha ganado el título de "Quadra" y es de la cuarta generación de sus antepasados.
Cerca del final del primer volumen, Riko revela que ella es descendiente de Arsenio Lupin. Su verdadero nombre es Riko Minas Lupin IV. También revela que ella era el Asesino Butei. Ella parecía tener un complejo de inferioridad hacia el primer Lupin y quería superarlo. Su plan era hacer que Kinji y Aria se conviertan en compañeros, tal como lo eran Sherlock Holmes y Watson, y así librar una batalla entre ellos. La derrota de los dos significaría que ella superaría a sus antecesores, como Sherlock Holmes (bisabuelo de Aria) y Arsenio Lupin (bisabuelo de Riko) cuando lucharon hace 100 años y ninguno de los dos llegó a la cima. Además, ella desprecia ser llamada Yonsei (cuarta) por alguna razón, tal vez por la referencia a su nombre real. Ella es una de las pocas personas que conoce el secreto de Kinji. Al parecer empieza a desarrollar sentimientos por Kinji a partir del final del tercer volumen.
Reki (レキ?)
 Seiyū: Kaori Ishihara; Wendy Malvárez (Hispanoamérica)
Perteneciente al departamento Snipe. Su Rango es de nivel S. Su nombre real es desconocido. Ella es habitualmente kuudere(taciturna, no le gusta hablar), siempre impasible e indiferente de la moda. Siempre lleva un auricular grande sobre su cabeza. En su firma dice "Yo soy una sola bala. No tengo corazón. Por lo tanto, no pienso. Simplemente vuelo en línea recta hacia el objetivo", la cual ella siempre dice antes de que dispare a su objetivo. Puede disparar a cualquier cosa sin perder el objetivo en un radio de 2 km. Su arma personal es un rifle francotirador Dragunov, sin embargo fuera de cualquier tipo de técnica con el rifle, es totalmente inútil en combate.
Jeanne d'Arc (ジャンヌ・ダルク?)
 Seiyū: Ayako Kawasumi; Jessica Ángeles (Hispanoamérica)
Jeanne (también conocida como Durandal o Diamond Dust Witch) es una usuario con la capacidad de hielo, perteneciente a la EU (una organización criminal). En la novela ligera, ella va por Shirayuki en un intento de secuestrarla y obligarla a unirse a la EU. Es capturada con éxito por Aria, Kinji y Shirayuki durante la época de Adseard. Como una de las condiciones en un acuerdo con el fiscal, se vio obligada a permanecer en Butei como estudiante internacional de segundo año. Está inscrita en el departamento de Información. Kinji la mayor parte del tiempo pide su ayuda, esto es cada vez que necesita información sobre un caso en particular en el que él está involucrado. Ella y Riko se llevan bien. Además ella es una de las pocas personas que conoce sobre los secretos de Kinji. Su personalidad es seria y fría. Su primer comentario sobre la falda de Butei fue: "Las muchachas solteras no deberían revelar tan abiertamente sus piernas así!". Sin embargo, esa idea fue descartada, esto quizás por la gran influencia que tiene Riko sobre ella, estas influencias también afectaron su guardarropa ya que pose trajes similares a los de Riko, pero se avergüenza en utilizarlos. Es descendiente de trigésima generación de la Juana de Arco (Jeanne d'Arc) original, pero al desconocer su verdadero nombre, se la llamó Durandal, por la espada que porta
Tohyama Kinichi/Kana
Hermano mayor de kinji, el cual se trasviste para activar su modo histeria sin exitarse, llegando a ser lo que llama Kinji "Una belleza extrema o una diosa". siendo parte de la IU, es uno de los más fuertes en la familia Tohyama. usa una colt S.A.A o también llamada "Peacemaker"(usada por su desenfunde rápido) y una guadaña de filo morado llamada "scorpio". Una de sus técnicas es la "Bala invisible".
Patra/ Cleopatra.
Ex segunda en IU, al tener deseos de la dominación sobre la misma, fue desterrada. está enamorada de Kinichi, sin embargo odia a los hombres, no usa armas especiales, solo magia la cual es infinita si esta en una estructura piramidal.
Fuuma Hina/fuu
Kouhai de Kinji, el cual considera molesta, esta es llamada fuu; siempre que tiene oportunidad llama al chico "Sishou"(maestro), ya que en un momento en el pasado Kinji(estando en el Hysteria Mode) la vencé y gana su admiración.No usa armas especiales, más que shurikens y kunais.
Hotogi Konayuki.
Hermana menor de Shirayuki, segunda del clan Hotogi; odia a los buteis pero luego de que Kinji la salvara cambia su opinión sobre ello. su arma es una tanto(cuchillo japonés en forma de espada)
Hiraga Aya.
Miembro de Amdo el cual es clasificado como butei A, ama las armas y el dinero, aun teniendo apariencia adorable. Es quien modificó el arma de Kinji ilegalmente, al igual que más tarde la haría con el equipo de Barskeville, inclusive dándoles armas de gran poder destructivo con permisos "legales" que ella había sacado. 
Hilda Dracula
Hija del Vlad, es muy desdeñosa y sádica, responsable de liberar los siete sellos escarlata de Aria. su arma es un tridente, su habilidad especial viene del gen de la anguila africana, la cual le permite controlar sus átomos, fundiéndose con las sombras y controlar la electricidad, pero solo de fuentes externas, ya que si usa la de su cuerpo, no es posible que la vuelva a usar.
Elle. L Watson
Es una chica "trasvesti", que es la prometida de Aria, sin saber que es mujer, hizo la vida de Kinji miserable por un tiempo, hasta que la ayuda contra Hilda y se enamora de él, ella utiliza la excusa de una "Terapia de Choque" para acercarse más a Kinji .Es un miembro de Ambulance en la sección de Londres. su arma es una SIG-Sauer P226. 
Misaki Nakasorachi
Miembro de Connect, es la compañera en el dormitorio de Jeanne, es tímida ya que al igual que Kinji se distanció de los hombres, por lo cual tartamudea bastante cuando está cerca de alguno, solo lo hace por medio de transmisiones o llamadas a celular, está enamorada de Kinji ya que cuando ella lo ve pelar por las cámaras se sintió atraída a tal grado de criar una planta con su nombre. Su rango actual es B por lo despistada que es.
G-IV/Tohyama Kaname
Arma genética creada por los Estados Unidos, huyó del laboratorio donde se encontraba junto G-III. Se autoproclama la hermana menor de Kinji, que al igual que él también puede entrar en Modo Histeria, pero con efectos inversos haciéndola más delicada y frágil. Ella por sí sola derrotó a Aria, Shirayuki, Riko y Reki. Las cuales se quedaron con un profundo resentimiento hacia ella, esto se arregla después de enfrentarse ella y Kinji se enfretasen en un Lumberjack contra Shirayuki y Jeanne, en el cual ellos salen perdiendo, así aceptando Kaname la fuerza de las otras. Se hace amiga/aliada de Mamiya Akari(personaje principal de Hidan no Aria AA), quien es la Amica de Aria, al parecer ellas se vuelven amigas y aliadas al coincidir en que no dejarían que la relación entre Aria y Kinji avance. En el volumen 12 de la novela ligera ella se va a vivir con sus abuelos(los de Kinji).

### Personajes Hidan no Aria AA
Akari Mamiya (間宮 あかり Mamiya Akari?)
 Seiyū: Ayane Sakura
Shino Sasaki (佐々木 志乃 Sasaki Shino?)
 Seiyū: Ai Kayano
Raika Hino (火野 ライカ Hino Raika?)
 Seiyū: Mao Ichimichi
Kirin Shima (島 麒麟 Shima Kirin?)
 Seiyū: Aoi Yūki
Urara Takachiho (高千穂 麗 Takachiho Urara?)
 Seiyū: Sarah Emi Bridcutt
Yaya Aizawa (愛沢 夜夜 Aizawa Yaya?)
 Seiyū: Chinami Hashimoto
Yuyu Aizawa (愛沢 湯湯 Aizawa Yuyu?)
 Seiyū: Momo Asakura
Nonoka Mamiya (間宮 ののか Mamiya Nonoka?)
 Seiyū: Inori Minase
Hina Fūma (風魔 陽 菜 Fuuma Hina?)
 Seiyū: Ayaka Imamura
Kyōchikutō (夾竹桃 Kyou Chikutou?)
 Seiyū: Yui Horie

## Media

### Novela ligera
| # | Título | ISBN                   | Fecha de publicación     |
| --- | --- | ---------------------- | ------------------------ |
| 1 | «Aria the Scarlet Ammo» «Hidan no Aria» (緋弾のアリア) | ISBN 978-4-8401-2401-0 | 25 de agosto de 2008     |
| 2 | «Aria the Scarlet Ammo Ⅱ ~Ardiente Polvo de diamante~» «Hidan no Aria Ⅱ Moeru Ginhyou» (緋弾のアリアⅡ 燃える銀氷) | ISBN 978-4-8401-2600-7 | 25 de diciembre de 2008  |
| 3 | «Aria the Scarlet Ammo Ⅲ ~Dulce trampa~» «Hidan no Aria Ⅲ~Hachimitsu-iro no Wana~» (緋弾のアリアⅢ 蜂蜜色の罠) | ISBN 978-4-8401-2720-2 | 25 de marzo de 2009      |
| 4 | «Aria the Scarlet Ammo Ⅳ ~La caída de la munición escarlata~» «Hidan no Aria Ⅳ Ochita Hidan» (緋弾のアリアⅣ 堕ちた緋弾)                                                                                                | ISBN 978-4-8401-2873-5 | 21 de agosto de 2009     |
| 5 | «"Aria the Scarlet Ammo V ~Bella proposición~"» «Hidan no Aria V Jokyoku no Shuushisen» (緋弾のアリアV 序曲の終止線)                                                                                                   | ISBN 978-4-8401-3126-1 | 25 de diciembre de 2009  |
| 6 | «Aria the Scarlet Ammo VI ~Rango mortal 2051~» «Hidan no Aria VI Zettai Hankei 2051» (緋弾のアリアVI 絶対半径2051) | ISBN 978-4-8401-3281-7 | 23 de abril de 2010      |
| 7 | «Aria the Scarlet Ammo VII ~Giro enroque~» «Hidan no Aria VII Hi to Kaze no Enbu» (緋弾のアリアVII 火と風の円舞) | ISBN 978-4-8401-3486-6 | 21 de agosto de 2010     |
| 8 | «Aria the Scarlet Ammo VIII ~Gran tornado~» «Hidan no Aria VIII Rasen no Tenkuuki» (緋弾のアリアVIII 螺旋の天空樹) | ISBN 978-4-8401-3678-5 | 25 de diciembre de 2010  |
| 9 | «Aria the Scarlet Ammo IX ~Chispa afuera~» «Hidan no Aria IX Aoki Senkou» (緋弾のアリアIX 蒼き閃光) | ISBN 978-4-8401-3859-8 | 25 de marzo de 2011      |
| 10 | «Aria the Scarlet Ammo X ~Dúo Arcano~» «Hidan no Aria X Kinki no Sōkyoku» (緋弾のアリアX 禁忌の双極) | ISBN 978-4-8401-3969-4 | 25 de julio de 2011      |
| 11 | «Aria the Scarlet Ammo XI ~La Familia de G (Hermanos Colaterales)~» «Hidan no Aria XI G no Ketsuzoku (korateraru burosu)» (緋弾のアリアXI Gの血族（コラテラル・ブロス）)                                               | ISBN 978-4-8401-4331-8 | 22 de diciembre de 2011  |
| 12 | «Aria of the Scarlet Ammo XII ~La Nieve que cae sobre el Lobo (Caída Obligada)~» «Hidan no Aria XII Ōkami Inu no Furu Yuki (fōru obrīju)» (緋弾のアリアXII 狼狗に降る雪（フォル・オブリージュ）)                       | ISBN 978-4-8401-4579-4 | 25 de mayo de 2012       |
| 13 | «Aria of the Scarlet Amo XIII ~Contraataque Kowloon~» «Hidan no Aria XIII Hangeki no Kyuryu (kaurōn rībasu)» (緋弾のアリアXIII 反撃の九龍（ガウロン・リバース）)                                                       | ISBN 978-4-8401-4682-1 | 24 de agosto de 2012     |
| | «Aria of the Scarlet Ammo Reloaded: Castoff Table» «Hidan no Aria Rirōdeddo: Kyastofu Teiboru» (緋弾のアリア リローデッド キャストオフ・テーブル)                                                                      | ISBN 978-4-8401-4932-7 | 25 de diciembre de 2012  |
| Volumen especial incluido en la edición limitada del BD/DVD del anime. Incluye 7 historias cortas desarrolladas durante las vacaciones de verano. | |                        |                          |
| 14 | «Aria of the Scarlet Ammo XIV ~Inesperada Niebla Marina (Kreuz Aguamarina)~» «Hidan no Aria XIV Manekarezaru Kaimu (akuamarin kuroitsu)» (緋弾のアリアXIV 招かれざる海霧（アクアマリン・クロイツ）)                    | ISBN 978-4-8401-5161-0 | 25 de abril de 2013      |
| 15 | «Aria of the Scarlet Ammo XV ~Constelación~» «Hidan no Aria XV Kanari to Ginhyō (konsuterashion)» (緋弾のアリアXIV 哿と銀氷（コンステラシオン)                                                                         | ISBN 978-4-8401-5283-9 | 25 de agosto de 2013     |
| 16 | «Aria of the Scarlet Ammo XVI ~El Lobo del Fuerte de las Estrellas (Gevaudan)~» «Hidan no Aria XVI Hoshi no Toride no Teōkami (jevuōdan)» (緋弾のアリアXVI 星の砦の秂狼（ジェヴォーダン）)                             | ISBN 978-4-04-066156-8 | 25 de diciembre de 2013  |
| 17 | «Aria of the Scarlet Ammo XVII ~El Canto de la Bala Escarlata (Recitativo)~» «Hidan no Aria XVII Hidan no Joshō (rechitativo)» (緋弾のアリアXVII 緋弾の叙唱（レチタティーヴォ）)                                       | ISBN 978-4-04-066717-1 | 25 de abril de 2014      |
| 18 | «Aria of the Scarlet Ammo XVIII ~Estandarte Estrellado de Dominación (Trans-Am)» «Hidan no Aria XVIII Seijōki no Hace (toransamu)» (緋弾のアリアXVIII 星条旗の覇道（トランザム）)                                      | ISBN 978-4-04-066954-0 | 25 de agosto de 2014     |
| 19 | «Aria of the Scarlet Ammo XIX ~Pequeño Baile Junto a Ti (Minuet)~» «Hidan no Aria XIX Kobukyoku wo issho ni (minuetto)» (緋弾のアリアXIX 小舞曲を御一緒に（メヌエット))                                                | ISBN 978-4-04-067314-1 | 25 de diciembre de 2014  |
| 20 | «Aria of the Scarlet Ammo XX ~Superconducción de Amor y Guerra (Superconductividad)~» «Hidan no Aria XX Koi to Ikusa no Choudendō (supākondakutibiti)» (緋弾のアリアXX 恋と戦の超伝導（スーパーコンダクティビティ）)   | ISBN 978-4-04-067612-8 | 25 de mayo de 2015       |
| 21 | «Aria of the Scarlet Ammo XXI ~El León de los días helados de otoño (Sospecha Rigurosa)~» «Hidan no Aria XXI Shūsōretsujitsu no Shishi (rigorasu sasupekuto)» (緋弾のアリアXXI 秋霜烈日の獅子（リゴラス・サスペクト）) | ISBN 978-4-04-067750-7 | 25 de agosto de 2015     |
| 22 | «Aria of the Scarlet Ammo XXII ~Cometa, Duerme en un Sueño Diurno (Muerte Anónima)~» «Hidan no Aria XXII Suisei yo Hakuchūmu ni Nemure (anonimusu dēsu)» (緋弾のアリアXXII 彗星よ白昼夢に眠れ（アノニマス・デス）)     | ISBN 978-4-04-068011-8 | 25 de abril de 2016      |
| 23 | «Aria of the Scarlet Ammo XXIII ~Bala Desconocida (Cero Infinito)~» «Hidan no Aria XXIII Fukachi no Jūdan (zero infinitto)» (緋弾のアリアXXIII 不可知の銃弾（ゼロ・インフィニット）)                                   | ISBN 978-4-04-068600-4 | 25 de agosto de 2016     |
| 24 | «Aria of the Scarlet Ammo XXIV ~Locura en la Asociación de Exalumnos~» «Hidan no Aria XXIV Kyouitsu no Dousōkai (iū riyunion)» (緋弾のアリアXXIV 狂逸の同窓会（イ・ウー・リユニオン）)                                 | ISBN 978-4-04-068772-8 | 23 de diciembre de 2016  |
| 25 | «Aria of the Scarlet Ammo XXV ~La Estrella del Dios Romano (Il Marte di Roma)~» «Hidan no Aria XXV Rōma no Gunshin Hoshi (iru marute di rōma)» (緋弾のアリアXXV 羅馬の軍神星（イル・マルテ・ディ・ローマ）)            | ISBN 978-4-04-069183-1 | 25 de abril de 2017      |
| 26 | «Aria of the Scarlet Ammo XXVI ~Una Gran Serpiente Atravesando la Obscuridad (Anaconda)» «Hidan no Aria XXVI Yami Ugatsu Orochi (anakonda)» (緋弾のアリアXXVI 闇穿つ大蛇（アナコンダ）)                                | ISBN 978-4-04-069397-2 | 25 de septiembre de 2017 |
| 27 | «Aria of the Scarlet Ammo XXVII ~La Bala de Nayuta~» «Hidan no Aria XXVII Nayuta no Dansō» (緋弾のアリアXXVII 那由多の弾奏)                                                                                            | ISBN 978-4-04-069607-2 | 25 de enero de 2018      |
| 28 | «Aria of the Scarlet Ammo XXVIII ~Arrecife de Coral en la Isla~» «Hidan no Aria XXVIII Zetto no Sangoshō» (緋弾のアリアXXVIII 絶島の珊瑚礁)                                                                            | ISBN 978-4-04-069863-2 | 25 de mayo de 2018       |
| 29 | «Aria of the Scarlet Ammo XXIX ~El Pacto de Espionaje del Señor de las Sombras~» «Hidan no Aria XXIX Meiyaku no Chōkō» (緋弾のアリアXXIX 盟約の諜侯)                                                                   | ISBN 978-4-04-065096-8 | 25 de agosto de 2018     |
| 30 | «Aria of the Scarlet Ammo XXX ~Cazando la Melancolía~» «Hidan no Aria XXX Marika wo oe» (緋弾のアリアXXX 茉莉花を追え)                                                                                                 | ISBN 978-4-04-065387-7 | 25 de diciembre de 2018  |
| 31 | «Aria of the Scarlet Ammo XXXI ~Demonio Silencioso~» «Hidan no Aria XXXI Shizukanaruki» (緋弾のアリアXXXI 静かなる鬼)                                                                                                  | ISBN 978-4-04-065794-3 | 25 de junio de 2019      |
| 32 | «Aria of the Scarlet Ammo XXXII ~Embajador secreto~» «Hidan no Aria XXXII Sōkyū no Misshi» (緋弾のアリアXXXII 蒼穹の密使)                                                                                              | ISBN 978-4-04-064260-4 | 25 de diciembre de 2019  |
| 33 | «Aria of the Scarlet Ammo XXXIII ~Soldado de regreso de Corolla~» «Hidan no Aria XXXIII Kakan no Kikanhei» (緋弾のアリアXXXIII 花冠の帰還兵)                                                                           | ISBN 978-4-04-064731-9 | 25 de junio de 2020      |
| 34 | «Aria of the Scarlet Ammo XXXIV ~Líder de flotilla del cielo temprano~» «Hidan no Aria XXXIV Sōten no Kyōdōkan» (緋弾のアリアXXXIV 早天の嚮導艦)                                                                       | ISBN 978-4-04-680074-9 | 25 de diciembre de 2020  |
| 35 | «Aria of the Scarlet Ammo XXXV ~Novia de invasión~» «Hidan no Aria XXXV Shinryaku no Hanayome» (緋弾のアリアXXXV 侵掠の花嫁)                                                                                           | ISBN 978-4-04-680514-0 | 25 de junio de 2021      |
| 36 | «Aria of the Scarlet Ammo XXXVI ~Ir a Kiratsuki~» «Hidan no Aria XXXVI Kiratzuki ni Tobe» (緋弾のアリアXXXVI 綺羅月に翔べ)                                                                                             | ISBN 978-4-04-680999-5 | 24 de diciembre de 2021  |
| 37 | «Aria of the Scarlet Ammo XXXVII ~Tercer hombre~» «Hidan no Aria XXXVII Daisan no Otoko» (緋弾のアリアXXXVII 第三の男)                                                                                                 | ISBN 978-4-04-681479-1 | 24 de junio de 2022      |
| 38 | «Aria of the Scarlet Ammo XXXVIII ~Nunca olvides el amor~» «Hidan no Aria XXXVIII Ai o Wasure wa Shinai» (緋弾のアリアXXXVIII 愛を忘れはしない)                                                                        | ISBN 978-4-04-682032-7 | 23 de diciembre de 2022  |
| 39 | «Aria of the Scarlet Ammo XXXIX ~Sacerdotisa shinobi~» «Hidan no Aria XXXIX Ara Habaki no Miko» (緋弾のアリアXXXIX 荒脛巾の巫女)                                                                                       | ISBN 978-4-04-682565-0 | 23 de junio de 2023      |
| 40 | «Aria of the Scarlet Ammo XL ~Mujer de cola~» «Hidan no Aria XL Shippo no on'na» (緋弾のアリアXL 尻尾の女) | ISBN 978-4-04-682981-8 | 25 de diciembre de 2023  |
| 41 | «Aria of the Scarlet Ammo XLI ~Rey dragón del pecado original~» «Hidan no Aria XLI Genzai no ryūō» (緋弾のアリアXLI 原罪の龍王)                                                                                        | ISBN 978-4-04-683701-1 | 25 de junio de 2024      |
| 42 | «Aria of the Scarlet Ammo XLII ~El regreso de Zero~» «Hidan no Aria XLII Zero no kitai» (緋弾のアリアXLII ゼロの帰隊)                                                                                                  | ISBN 978-4-04-684342-5 | 25 de diciembre de 2024  |
| 43 | «Aria of the Scarlet Ammo XLIII ~Regreso a Roma~» «Hidan no Aria XLIII Rōma de kaeshite» (緋弾のアリアXLIII ローマで返して)                                                                                            | ISBN 978-4-04-684884-0 | 25 de junio de 2025      |

### Anime
La serie cuenta con 12 capítulos y un OVA fue estrenada el 21 de diciembre de 2011. La adaptación al anime estuvo a cargo del estudio J.C.Staff. El tema de apertura es "Scarllet Ballet" interpretado por May'n y el tema de cierre es "Camellia no Hitomi" (カメリアの瞳) interpretado por Aiko Nakano.
Una serie Spin-off titulado Hidan no Aria AA se estrenó entre el 6 de octubre al 22 de diciembre de 2015 contando con un total de 12 capítulos. La adaptación al anime estuvo a cargo del estudio Doga Kobo. El tema de apertura es "Bull's Eye" interpretado por Nano. El tema de cierre es "Pulse" interpretado por Rie Kugimiya y Ayane Sakura.